# Alvar Cawén
Frans Alvar Alfred Cawén (né le 8 juin 1886 à Korpilahti – mort le 3 octobre 1935 à Helsinki) est un peintre expressionniste finlandais.

## Biographie
De 1905 à 1907, Alwar Cawén étudie à l'Académie des beaux-arts d'Helsinki. Entre 1908 et 1909, il étudie au studio de Charles Cottet à Paris.
En 1916, Frans Cawen est l'un des membres fondateurs du Groupe de Novembre.
En 1919, il voyage au Danemark, en Italie, en Espagne et en France et enseigne à l'École de dessin de l'association des arts jusqu'en 1921.
En 1924, il voyage à nouveau en Italie, en France, en Belgique et aux Pays-Bas.
En Finlande, Frans Cawen vit à Ilola près de Porvoo. Il a épousé la peintre Ragni Cawén.
Le musée d'art Didrichsen expose des œuvres des deux artistes. On peut aussi voir ses retables des églises de Mänttä, de Kuusankoski, de Lapinlahti et de Simpele.

## Galerie photographique

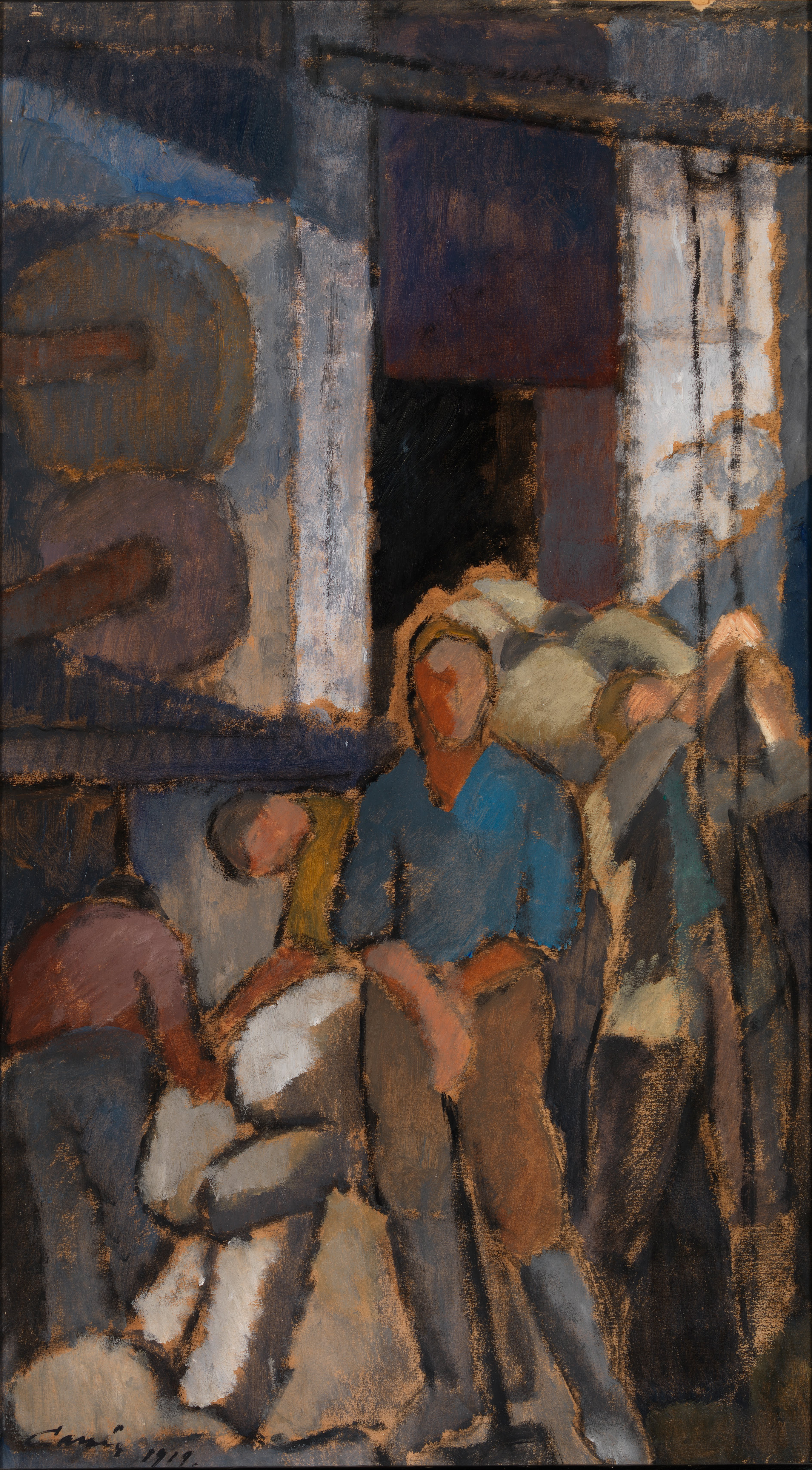
À l'usine
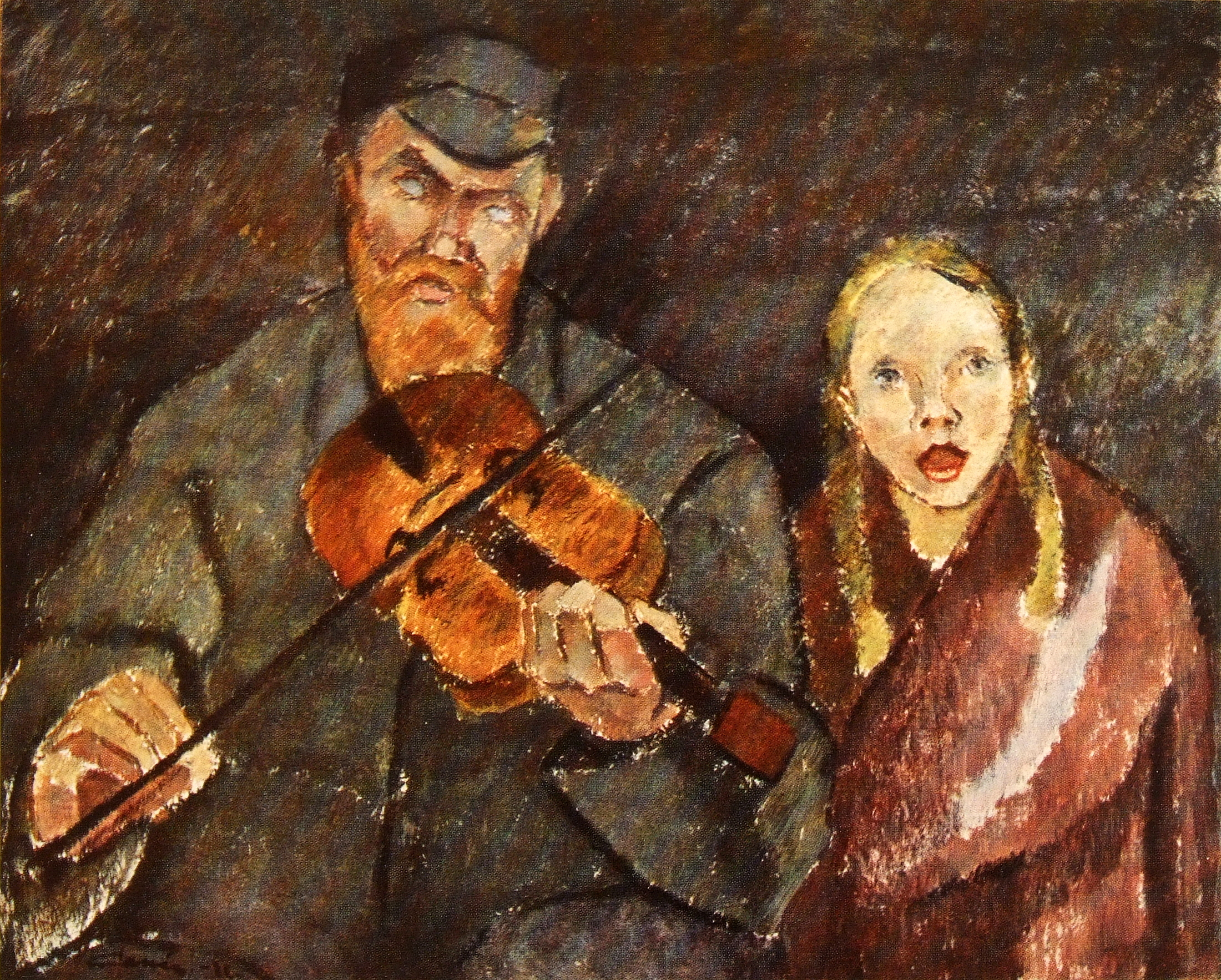
Le Musicien aveugle
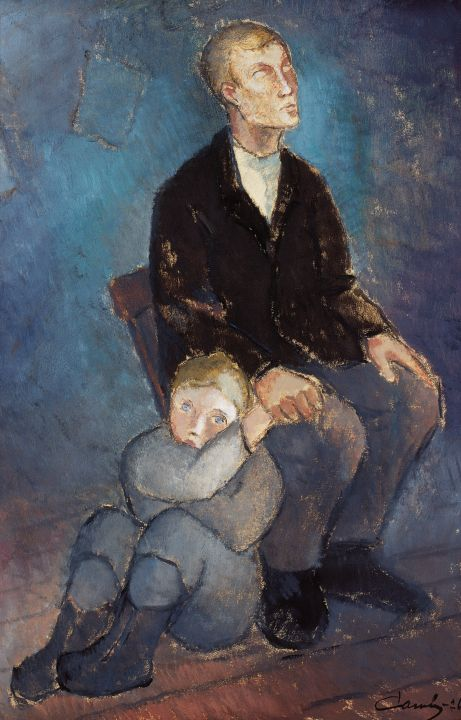
L’Aveugle
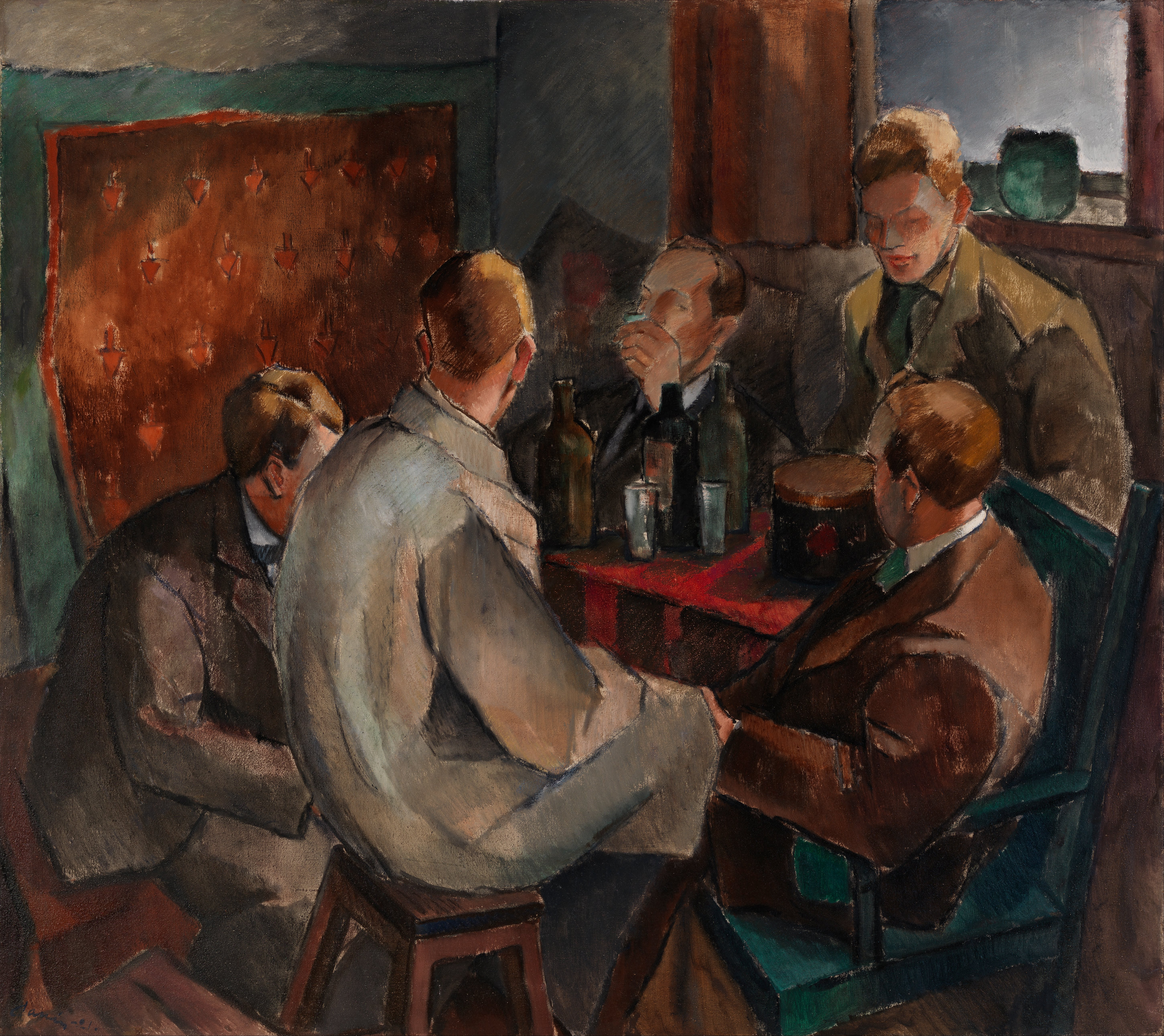
Membres du groupe Novembre
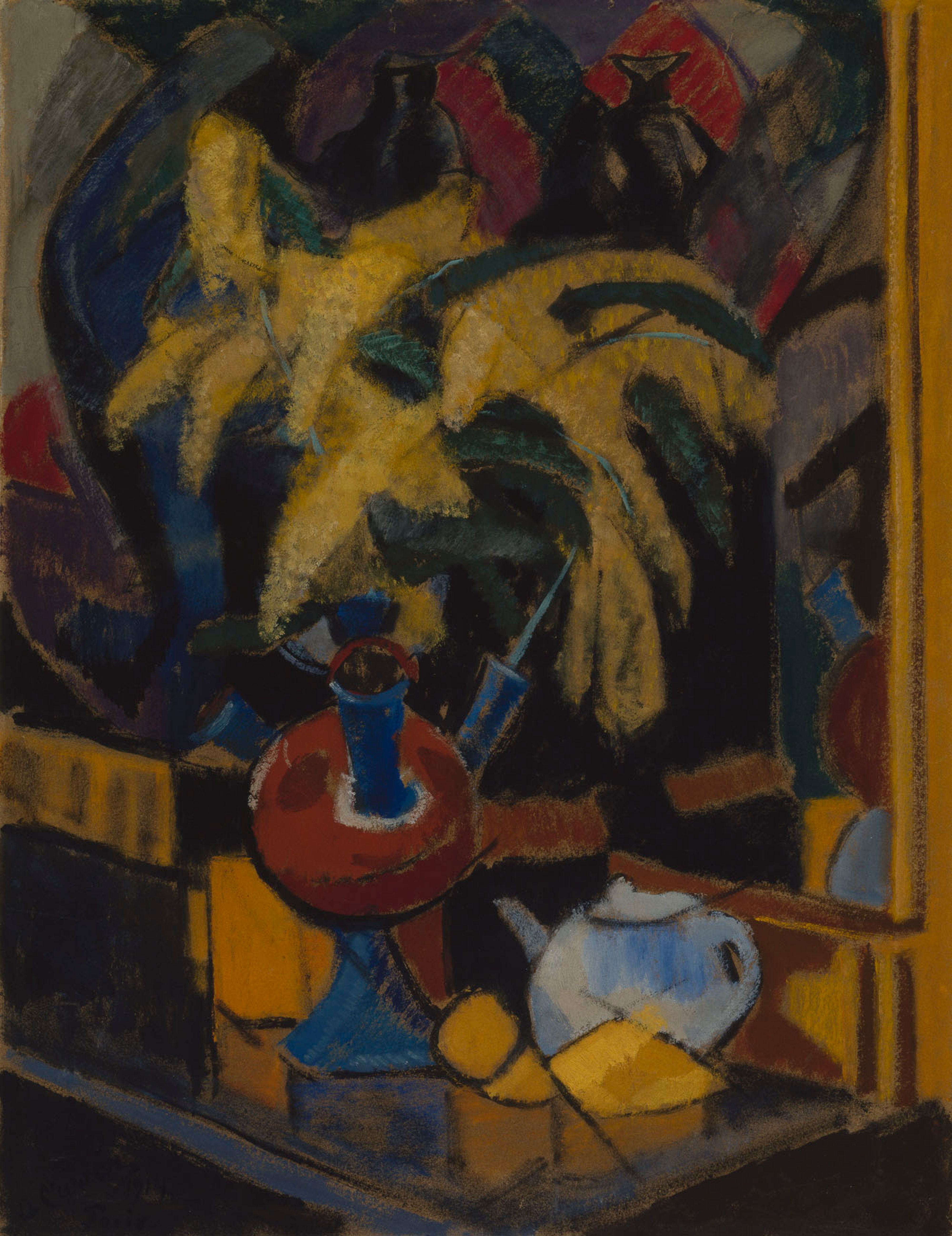
Mimosa
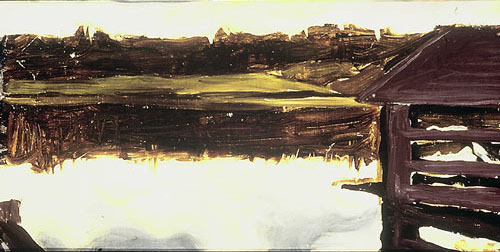
Paysage de Korpilahti

## Source
- (en) Cet article est partiellement ou en totalité issu de l’article de Wikipédia en anglais intitulé « Alvar Cawén » (voir la liste des auteurs).

1. 1 2 3  (fi) « CAWEN, Frans ALVAR Alfred », Association des artistes finlandais (consulté le 17 avril 2015)